# 利曼 (韃靼布納雷區)
45°54′11″N 29°57′52″E / 45.90306°N 29.96444°E
利曼（烏克蘭語：Лиман）是位於烏克蘭西南部的村莊，由敖德萨州裡比爾霍羅德-德涅斯特羅夫斯基區的迪維濟亞市鎮負責管轄。該村始建於1945年，面積0.63平方公里，海拔高度13米，2001年該村落人口153。